# Human Again
 Human Again, è il quinto album della cantautrice americana Ingrid Michaelson. Pubblicato a circa tre anni di distanza dal vecchio lavoro, il cd è uscito il 29 gennaio 2012 in America, posizionandosi al 5º posto in classifica.
È stato preceduto dal singolo Ghost. È stato estratto anche un altro singolo dal cd: Blood Brothers

## Promozione
Per la promozione dell'album Ingrid è stata impegnata in un tour primaverile e si è esibita al Macy's Thanksgiving Day Parade.

## Tracce
Tutti i brani sono scritti e composti da Ingrid Michaelson
1. Fire
2. This Is War
3. Do It Now
4. I'm Through
5. Blood Brothers
6. Black and Blue
7. Ribbons
8. How We Love
9. Palm Of Your Hand
10. Ghost
11. In The Sea
12. Keep Warm
13. End Of The World
14. Save Me (Bonus track iTunes)
15. Always You (Bonus track iTunes)

## Classifiche
| Classifica            | Posizione raggiunta |
| --------------------- | ------------------- |
| Canadian Albums Chart | 22                  |
| US Billboard 200      | 5                   |